# Верхнелихоборская улица
Верхнелихобо́рская улица (до 27 января 1967 года — Пе́рвая Верхнелихобо́рская у́лица) — улица, расположенная в Северном административном округе города Москвы на территории района Западное Дегунино.

## История
Улица возникла в 1950 году в деревне Верхние Лихоборы и была названа Пе́рвая Верхнелихобо́рская у́лица. В 1960 году деревня вошла в состав Москвы, а 27 января 1967 года 1-я Верхнелихоборская улица (с присоединением к ней новой улицы) получила современное название (2-я Верхнелихоборская улица была застроена).

## Расположение
Верхнелихоборская улица проходит на запад от Дмитровского шоссе, по дуге поворачивает на север, пересекает реку Лихоборку и резко поворачивает на восток, доходя до Дмитровского шоссе.

## Примечательные здания и сооружения
Улица целиком расположена в промзоне, жилая застройка на ней отсутствует.

## Транспорт

### Автобус
По Верхнелихоборской улице маршруты наземного общественного транспорта не проходят. У южного конца проезда, на Дмитровском шоссе, расположена остановка «7-й автобусный парк» автобусов 82, 114, 154, 179, 194, 215, 282, 466, 591, 677, 677к, 692, 994, м10, т3, т29, т36, т47, т56, т78.

### Метро
- Станция метро «Верхние Лихоборы» Люблинско-Дмитровской линии — на пересечении Проектируемого проезда № 2236 с Дмитровским шоссе.